# Домбрувкі (Журомінський повіт)
Домбрувкі (пол. Dąbrówki) — село в Польщі, у гміні Бежунь Журомінського повіту Мазовецького воєводства.
Населення — 168 осіб (2011).
У 1975-1998 роках село належало до Цехановського воєводства.

## Демографія
Демографічна структура станом на 31 березня 2011 року:
|          | Загалом | Допрацездатний вік | Працездатний вік | Постпрацездатний вік |
| -------- | ------- | ------------------ | ---------------- | -------------------- |
| Чоловіки | 84      | 15                 | 61               | 8                    |
| Жінки    | 84      | 25                 | 43               | 16                   |
| Разом    | 168     | 40                 | 104              | 24                   |